# Britské zámořské území

Lokalizace britských zámořských území ve světě

Britské zámořské území (anglicky British Overseas Territory) je status, který má čtrnáct území, která sice nejsou součástí Spojeného království, ale patří pod jeho svrchovanost a jurisdikci. Tato území leží převážně mimo Evropu a jsou pozůstatkem Britského impéria. Jejich panovníkem je britský král. V době, kdy bylo Spojené království členským státem Evropské unie (EU), byl jediným britským zámořským územím začleněným do EU Gibraltar.
Anglické označení bylo poprvé použito v zákoně British Overseas Territories Act z roku 2002. Byl jím nahrazen stávající název Britské závislé území (anglicky British Dependent Territory) používaný v zákoně British Nationality Act z roku 1981. Předtím byla tato území známá jako britské kolonie nebo korunní kolonie.
Ačkoliv jsou Guernsey, Jersey, a Ostrov Man také pod suverenitou Britské koruny, mají oproti zámořským územím odlišný historický i právní vztah ke Spojenému království. Tato území mají status britských korunních závislých území.
V historickém kontextu se pojem „korunní kolonie“ odlišuje od pojmu protektorát v míře poskytnuté samosprávy. Britské protektoráty v minulosti byly v podstatě nezávislé státy, avšak pod ochranou Britské koruny.

## Současná zámořská území
Dle Antarktického smluvního systému jsou pozastaveny veškeré nároky suverénních států na území v Antarktidě, tedy i na Britské antarktické území.
| Území                                      | Hlavní město                | Lokalizace                              | Počet obyvatel (rok 2021)                           | Rozloha (km²) | Měna                                 | Geodata  |
| ------------------------------------------ | --------------------------- | --------------------------------------- | --------------------------------------------------- | ------------- | ------------------------------------ | -------- |
| Akrotiri a Dekelia                         | Episkopi                    | Kypr, Středozemní moře                  | 18 195 vojáků, zaměstnanců a civilního obyvatelstva | 254           | euro                                 | OSM, WMF |
| Anguilla                                   | The Valley                  | Karibik                                 | 18 403                                              | 91            | východokaribský dolar                | OSM, WMF |
| Bermudy                                    | Hamilton                    | Atlantský oceán (střední)               | 72 084                                              | 54            | bermudský dolar                      | OSM, WMF |
| Britské antarktické území                  | žádné                       | Antarktida                              | ? vědeckých zaměstnanců                             | 1 709 400     | libra šterlinků                      | OSM, WMF |
| Britské indickooceánské území              | Diego García                | Indický oceán                           | 3 000 vojáků a zaměstnanců                          | 60            | americký dolar, libra šterlinků      | OSM, WMF |
| Britské Panenské ostrovy                   | Road Town                   | Karibik                                 | 37 891                                              | 151           | americký dolar                       | OSM, WMF |
| Falklandy                                  | Port Stanley                | Atlantský oceán (jižní)                 | 3 198                                               | 12 173        | falklandská libra                    | OSM, WMF |
| Gibraltar                                  | Gibraltar                   | Pyrenejský poloostrov, Středozemní moře | 29 516                                              | 7             | gibraltarská libra                   | OSM, WMF |
| Jižní Georgie a Jižní Sandwichovy ostrovy  | King Edward Point           | Atlantský oceán (jižní)                 | ? vědeckých zaměstnanců                             | 3 903         | libra šterlinků                      | OSM, WMF |
| Kajmanské ostrovy                          | George Town                 | Karibik                                 | 63 131                                              | 264           | dolar Kajmanských ostrovů            | OSM, WMF |
| Montserrat                                 | Brades (oficiálně Plymouth) | Karibik                                 | 5 387                                               | 102           | východokaribský dolar                | OSM, WMF |
| Pitcairnovy ostrovy                        | Adamstown                   | Tichý oceán (jižní)                     | 50                                                  | 47            | novozélandský dolar                  | OSM, WMF |
| Svatá Helena, Ascension a Tristan da Cunha | Jamestown                   | Atlantský oceán                         | 7 915                                               | 308           | svatohelenská libra, libra šterlinků | OSM, WMF |
| Turks a Caicos                             | Cockburn Town               | Karibik                                 | 57 196                                              | 948           | americký dolar                       | OSM, WMF |